# كاملبتاون
كامبلتاون (بالإنجليزية: Campbelltown)‏ هي مدينة تقع في ضواحي منطقة العاصمة سيدني، نيو ساوث ويلز أستراليا. على بعد 50 كيلومترا (31 ميل) إلى الجنوب الغربي من منطقة الأعمال المركزية في سيدني، وهي المقر الإداري للمنطقة الحكومية المحلية لمدينة كامبلتاون ومعروفة أيضًا في سجل مجلس الأسماء الجغرافية لنيو ساوث ويلز كواحدة من أربع مدن فقط من مناطق سيدني الحضارية.
تحمل كامبلتاون اسمها من إليزابيث كامبل، زوجة الحاكم السابق لنيو ساوث ويلز لاكلان ماكواري وسميت في الأصل باسم كامبل-تاون، وتم تبسيط الاسم لاحقاً إلى كامبلتاون الحالية.

## التاريخ
كانت المنطقة التي أصبحت تعرف فيما بعد بكامبلتاون مأهولة بالسكان قبل الاستيطان الأوروبي من قبل شعب ثراوال. لم يمض وقت طويل بعد وصول الأسطول الأول إلى سيدني عام 1788، هرب قطيع صغير مؤلف من ستة مواشي ولم يره المستوطنون البريطانيون مرة أخرى لمدة سبع سنوات، ولكن تم رصدهم من قبل شعب ثراوال. في موقع فن جداري يسمى كهف بول بالقرب من كامبلتاون، وقاموا برسم عدد من الأبقار ذوي القرون الحادة. وصف ثاراوال الماشية للمستكشفين البريطانيين، وفي عام 1795 عثر البريطانيون على قطيع من حوالي 60 رأسا من الماشية في المنطقة المعروفة الآن باسم كامدن.
وكانت الإدارة الاستعمارية حريصة على أن تثبيت القطيع للتكاثر لدرجة أنها منعت قتل الماشية أو الاستيطان في المنطقة. لكن جون ماكارثر، الذي أراد تثبيت الأغنام في المستعمرة أعجب بأرض المرعى الرئيسية فأقنع الحكومة البريطانية بنقض الإدارة المحلية ومنحه 5000 هكتار (20 كم 2) جنوب نهر نيبيان في 1805. بعد أربع سنوات تم تقديم عدد من المنح الأخرى للمزارعين بين كامدن وليفربول.
كان شعب ثراوال يعمل في البداية مع المزارعين المحليين ولكن بسبب الجفاف الذي حلٌ في عام 1814 والذي أدى إلى نزوح أعداد كبيرة من سكان جاندانغارا المجاورين إلى المنطقة بحثًا عن الطعام. ورأى حاكم ماكواري أن تسوية دائمة ستؤدي إلى النظام في المنطقة، وهكذا ولدت كامبل-تاون في عام 1820.

### تطور المدينة
كان تطور المدينة بطيئًا خاصةً بعد رحيل ماكواري، ولم يحدث أن استولى السكان على أراضي البلدة إلى عام 1831. وحصل خلال هذه الفترة وقوع حادث كامبلتاون الشهير. في عام 1826عندما اختفى المزارع المحلي فريدريك فيشر. ووفقاً للفولكلور، ظهر شبحه وهو يجلس على حاجز سياج فوق خور جنوب البلدة، وهو يشير إلى موقع حيث وجد جثمانه فيما بعد ليتم دفنه. في ذكرى الحادثة، ويقام مهرجان فيشرغوست في شهر نوفمبر في كامبلتاون.
لقد زاد عدد سكان كامبلتاون بشكل مطرد في العقود التالية. وتم تمديد خط السكك الحديدية الجنوبية من كامبلتاون في عام 1858، مما أدى إلى مزيد من التطوير وفي عام 1882 تم إنشاء مجلس كامبلتاون الذي سمح لأعمال البلدية أن تصبح أكثر جدية. وأصبحت مدينة كامبلتاون أول مدينة ريفية في نيو ساوث ويلز لديها مياه منقولة عبرالأنابيب في عام 1888 وخلال فترة ما بين الحربين العالميتين تم بناء محطة كهرباء محلية لتزويد السكان بالكهرباء.
وتم تحديد كامبلتاون في أوائل الستينيات كمدينة فضائية من هيئة تخطيط نيو ساوث ويلز، وعاصمة إقليمية للجنوب الغربي من سيدني. كان هناك بناء واسع ونمو سكاني خلال تلك الفترة، وخصصت الحكومة جانباً من الأراضي المحيطة بالبلدة من أجل الإسكان العام والخاص والصناعة.

## جغرافيا المنطقة

### المناخ
تتمتع كامبلتاون بمناخ شبه استوائي رطب (تصنيف مناخ كوبن: Cfa) مع فصول شتاء معتدلة إلى باردة وصيف دافئ إلى حار.
| البيانات المناخية لـCampbelltown Swimming Centre | البيانات المناخية لـCampbelltown Swimming Centre | البيانات المناخية لـCampbelltown Swimming Centre | البيانات المناخية لـCampbelltown Swimming Centre | البيانات المناخية لـCampbelltown Swimming Centre | البيانات المناخية لـCampbelltown Swimming Centre | البيانات المناخية لـCampbelltown Swimming Centre | البيانات المناخية لـCampbelltown Swimming Centre | البيانات المناخية لـCampbelltown Swimming Centre | البيانات المناخية لـCampbelltown Swimming Centre | البيانات المناخية لـCampbelltown Swimming Centre | البيانات المناخية لـCampbelltown Swimming Centre | البيانات المناخية لـCampbelltown Swimming Centre | البيانات المناخية لـCampbelltown Swimming Centre |
| الشهر                                            | يناير                                            | فبراير                                           | مارس                                             | أبريل                                            | مايو                                             | يونيو                                            | يوليو                                            | أغسطس                                            | سبتمبر                                           | أكتوبر                                           | نوفمبر                                           | ديسمبر                                           | المعدل السنوي                                    |
| ------------------------------------------------ | ------------------------------------------------ | ------------------------------------------------ | ------------------------------------------------ | ------------------------------------------------ | ------------------------------------------------ | ------------------------------------------------ | ------------------------------------------------ | ------------------------------------------------ | ------------------------------------------------ | ------------------------------------------------ | ------------------------------------------------ | ------------------------------------------------ | ------------------------------------------------ |
| الدرجة القصوى °م (°ف)                            | 45.8 (114.4)                                     | 43.0 (109.4)                                     | 40.8 (105.4)                                     | 33.9 (93.0)                                      | 28.3 (82.9)                                      | 25.6 (78.1)                                      | 24.1 (75.4)                                      | 29.0 (84.2)                                      | 35.9 (96.6)                                      | 36.8 (98.2)                                      | 42.2 (108.0)                                     | 41.0 (105.8)                                     | 45.8 (114.4)                                     |
| متوسط درجة الحرارة الكبرى °م (°ف)                | 28.2 (82.8)                                      | 28.4 (83.1)                                      | 26.8 (80.2)                                      | 24.1 (75.4)                                      | 20.4 (68.7)                                      | 17.6 (63.7)                                      | 17.1 (62.8)                                      | 18.7 (65.7)                                      | 21.4 (70.5)                                      | 23.5 (74.3)                                      | 25.8 (78.4)                                      | 27.9 (82.2)                                      | 23.3 (73.9)                                      |
| متوسط درجة الحرارة الصغرى °م (°ف)                | 16.7 (62.1)                                      | 16.9 (62.4)                                      | 15.0 (59.0)                                      | 11.2 (52.2)                                      | 7.6 (45.7)                                       | 5.2 (41.4)                                       | 3.2 (37.8)                                       | 4.5 (40.1)                                       | 7.0 (44.6)                                       | 10.4 (50.7)                                      | 12.6 (54.7)                                      | 15.1 (59.2)                                      | 10.4 (50.7)                                      |
| أدنى درجة حرارة °م (°ف)                          | 7.2 (45.0)                                       | 6.1 (43.0)                                       | 3.9 (39.0)                                       | 0.0 (32.0)                                       | −0.6 (30.9)                                      | −2.0 (28.4)                                      | −5.6 (21.9)                                      | −2.5 (27.5)                                      | −0.6 (30.9)                                      | 1.1 (34.0)                                       | 2.9 (37.2)                                       | 6.5 (43.7)                                       | −5.6 (21.9)                                      |
| الهطول مم (إنش)                                  | 91 (3.6)                                         | 79 (3.1)                                         | 101 (4.0)                                        | 63 (2.5)                                         | 60 (2.4)                                         | 82 (3.2)                                         | 34 (1.3)                                         | 50 (2.0)                                         | 41 (1.6)                                         | 74 (2.9)                                         | 84 (3.3)                                         | 71 (2.8)                                         | 824 (32.4)                                       |
| متوسط أيام هطول الأمطار (≥ 0.2 mm)               | 10.8                                             | 10.4                                             | 10.5                                             | 7.4                                              | 7.9                                              | 8.6                                              | 6.2                                              | 7.8                                              | 7.9                                              | 10.5                                             | 9.6                                              | 9.0                                              | 107                                              |
| المصدر:                                          |                                                  |                                                  |                                                  |                                                  |                                                  |                                                  |                                                  |                                                  |                                                  |                                                  |                                                  |                                                  |                                                  |

## تجارة المنطقة

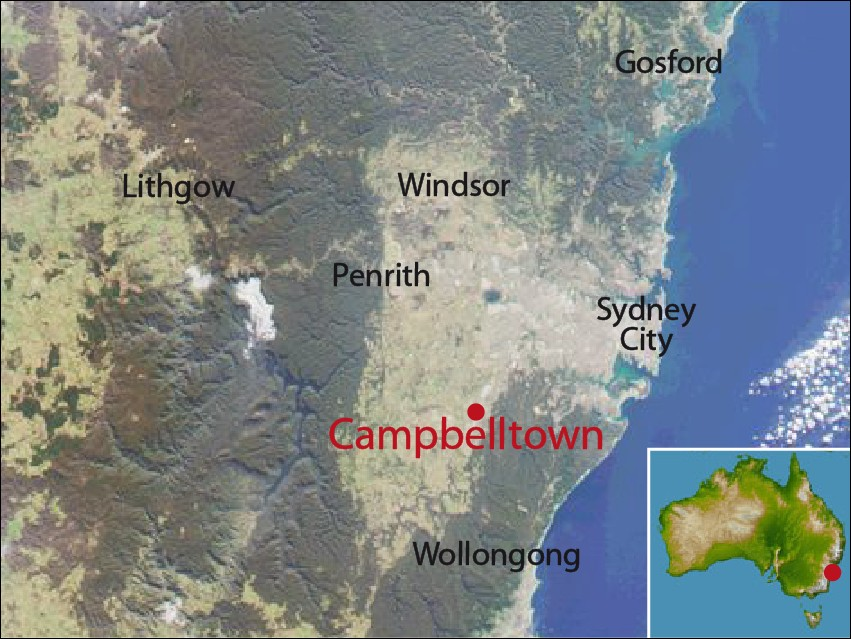
خريطة موقع كامبلتاون بناءً على صور الأقمار الصناعية لوكالة ناسا

لا يزال وسط المدينة القديمة كما حدده لاتشلان ماكواري: هو المنطقة التجارية الرئيسية ويتضمن شارع كوين للتسوق وكامبلتاون مول ومحطة كامبلتاون للسكك الحديدية وتبادل الحافلات وغرف المجلس وعدد من المباني التاريخية. تقع المنطقة السكنية الرئيسية في الجنوب والشرق من وسط المدينة. وعلى الجانب الشمالي الغربي من خط السكة الحديد توجد منطقة صناعية.
إلى الجنوب الغربي توجد منطقة تجارية ثانية تقع حول محطة سكة حديد ماكارثر، والتي تشمل جامعة ويسترن سيدني وميدان ماكارثر وهو مركز تسوق تجاري كبير. وهو يحتوى على منطقة ترفيه خارجية ومطعم يُعرف باسم خط كيلكار "Kellicar Lane" تم افتتاحه بعد أحدث توسع في نوفمبر 2005. يتميز بقاعة طعام ذات نوافذ زجاجية كبيرة تطل على كيليكار لين وكامبلتاون والمناطق الريفية المحيطة.

## قوائم التراث

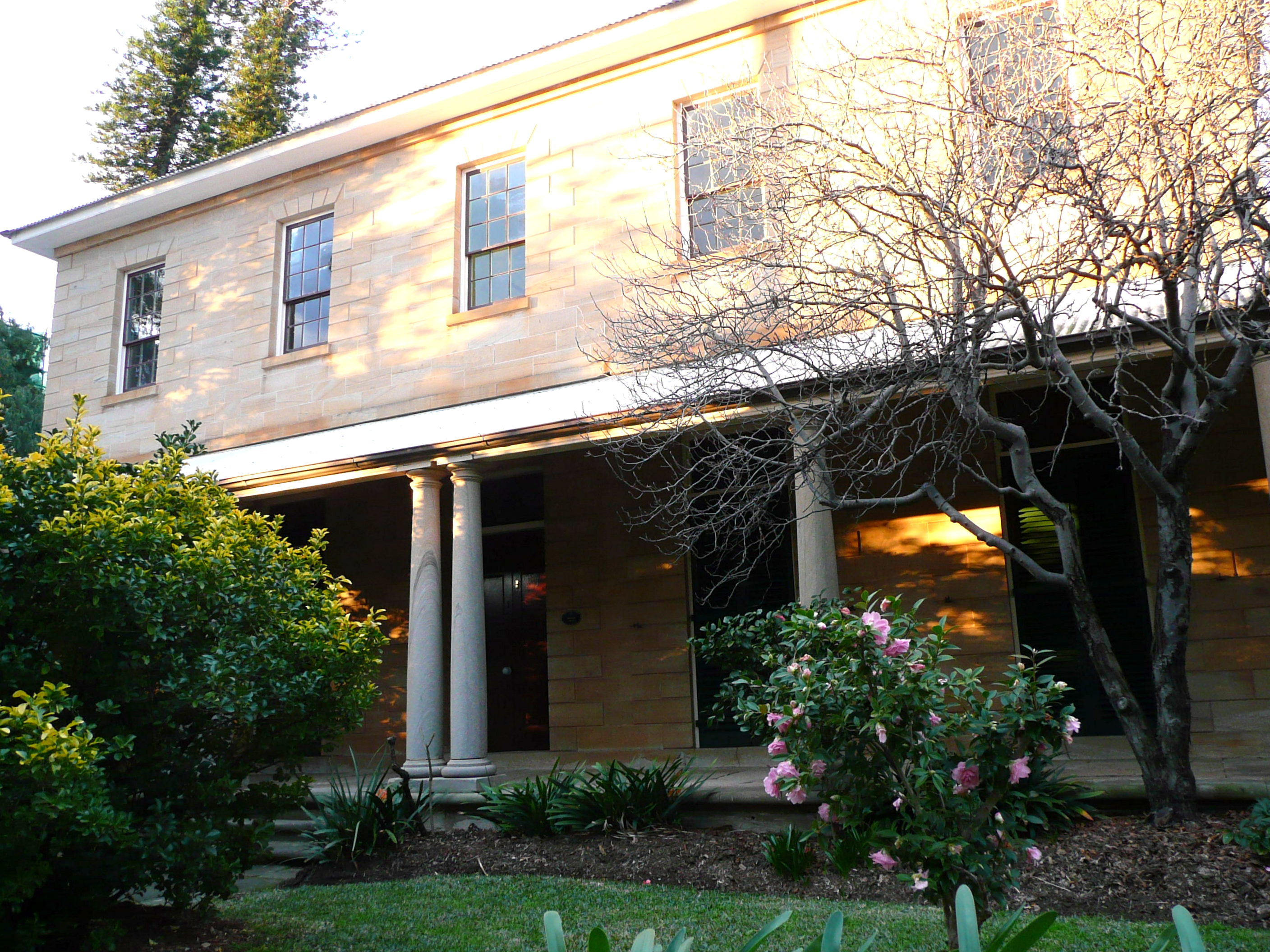
جلينالفون (1840) - شارع ليثجو

يوجد في كامبلتاون عدد من المواقع المدرجة في قائمة التراث في سجل التراث لولاية نيو ساوث ويلز، بما في ذلك:
- شارع بروتون: كنيسة سانت جون الكاثوليكية، كامبلتاون[16]
- 8 شارع ليثجو: منزل جلينالفون[17]
- 14 - 20 كوين ستريت: واربيس بارن وإسطبلات[18]
- 261 كوين ستريت: مكتب بريد كامبلتاون[19]
- 263 كوين ستريت: شركة الخدمات المصرفية التجارية في سيدني، فرع كامبلتاون (سابقًا)[20]
- 284 - 298 شارع كوين: مباني شارع الملكة[21]
- 303 كوين ستريت: كوخ نعرات[22]

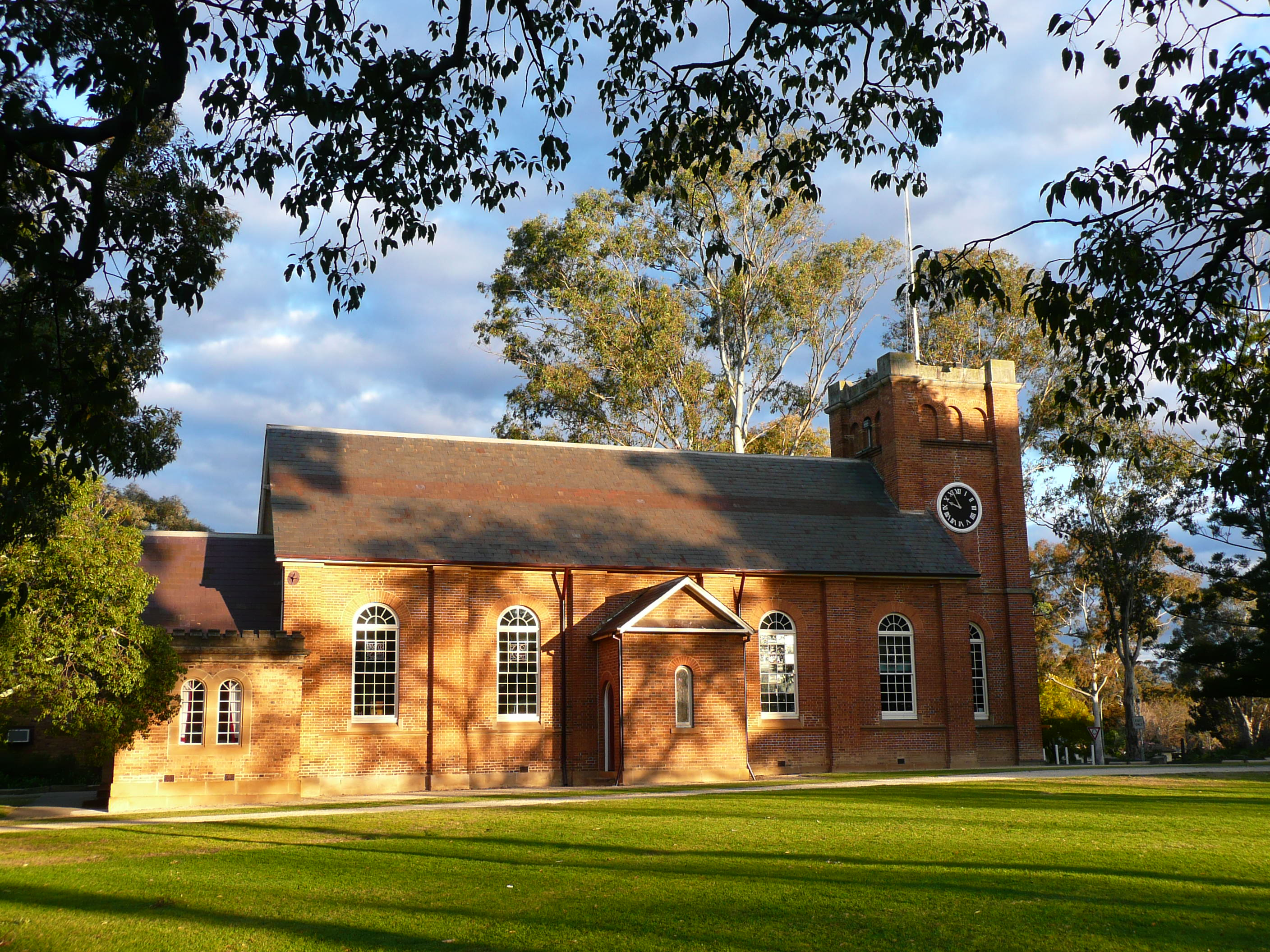
كنيسة القديس بطرس - شارع كوردو

ويتم سرد المباني الإضافية التالية في وسط كامبلتاون في (لم يعد موجودًا الآن) سجل العقارات الوطنية:

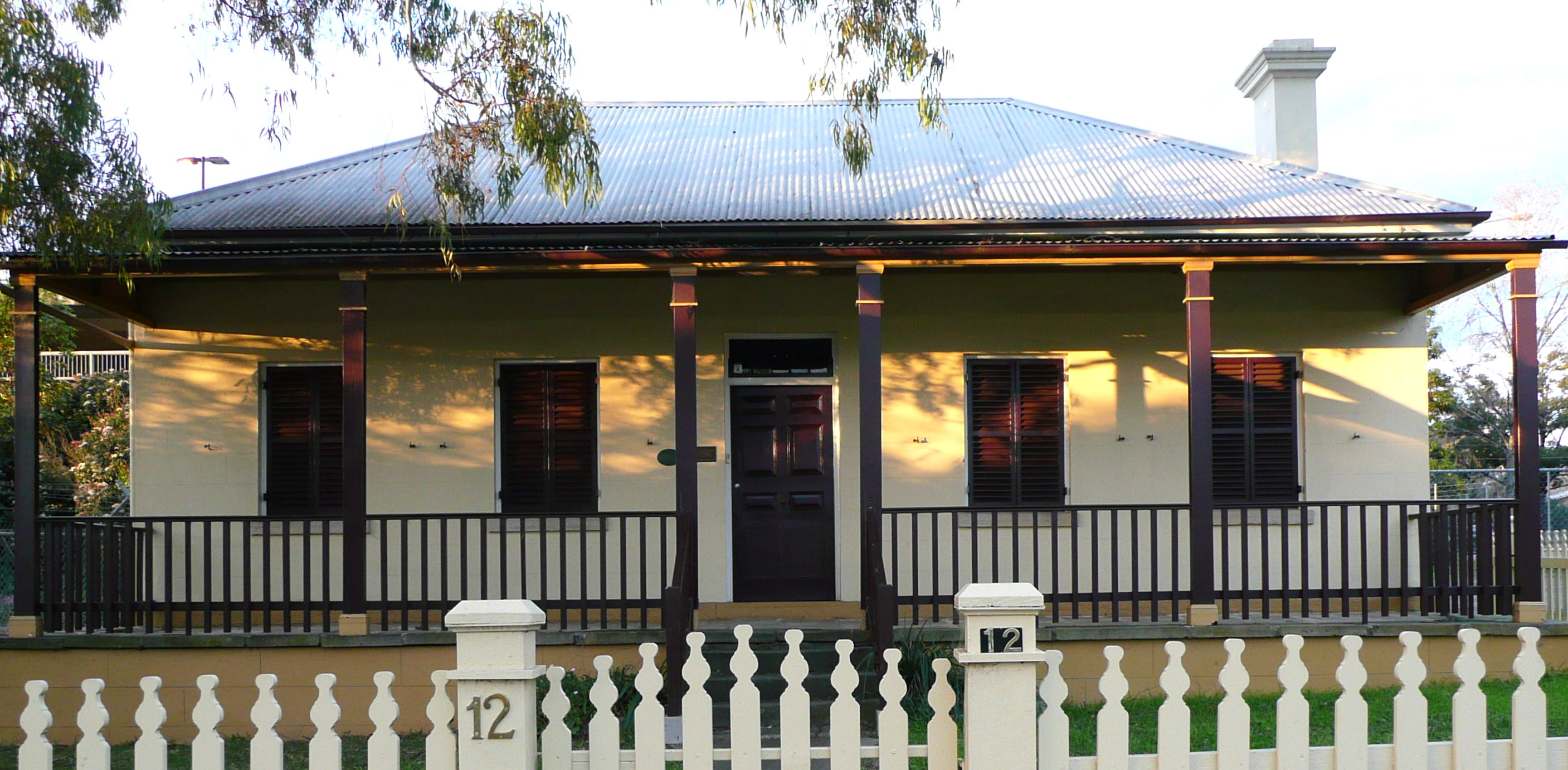
ريتشموند فيلا - شارع ليثجو

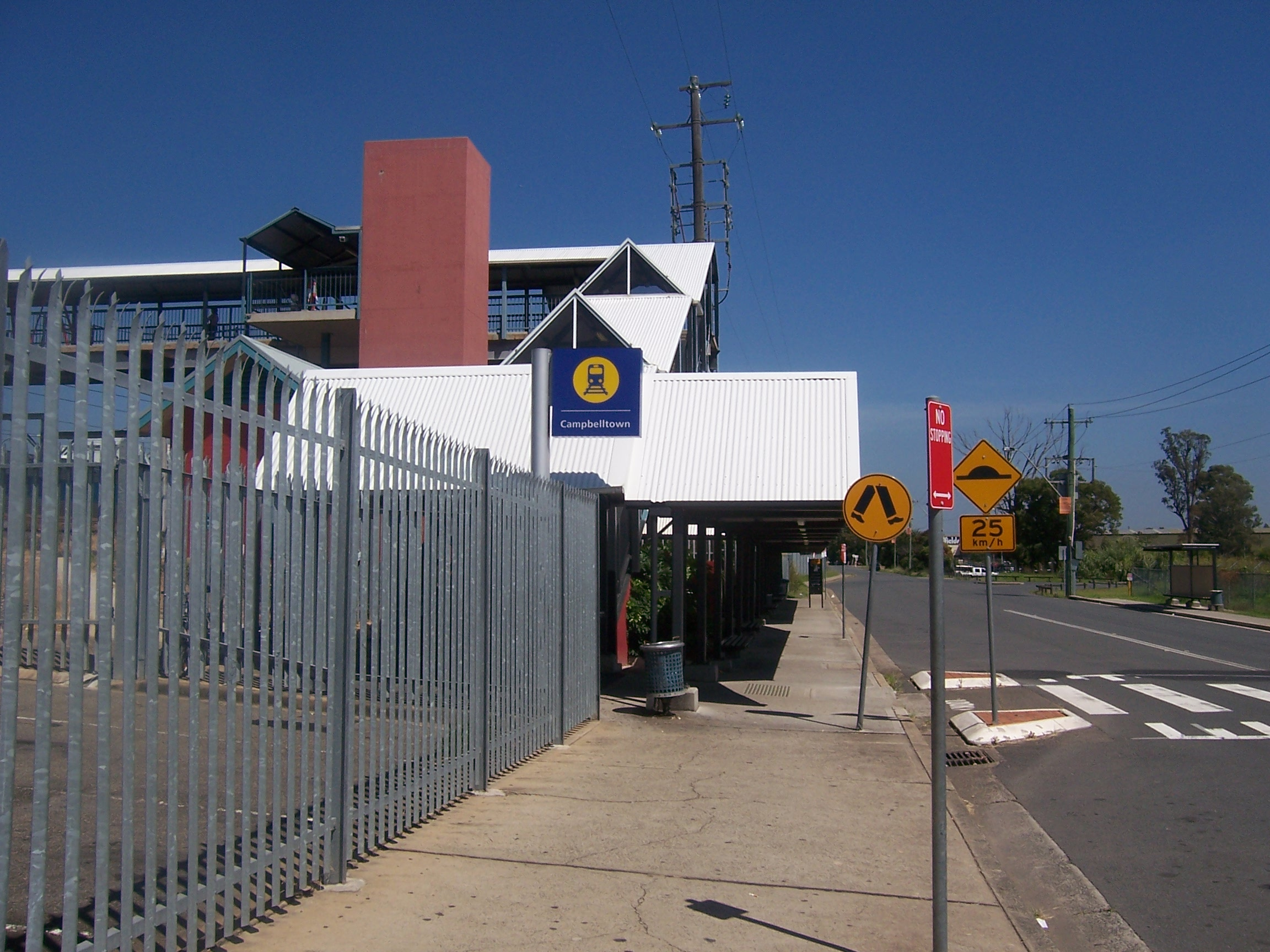
محطة سكة حديد كامبلتاون

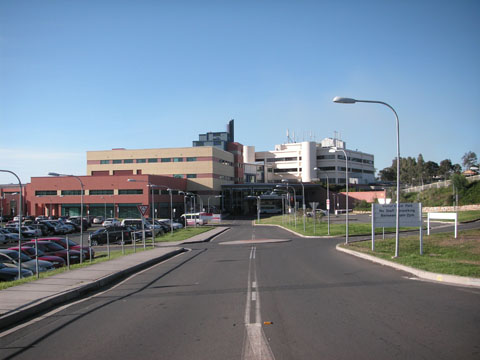
مستشفى كامبلتاون

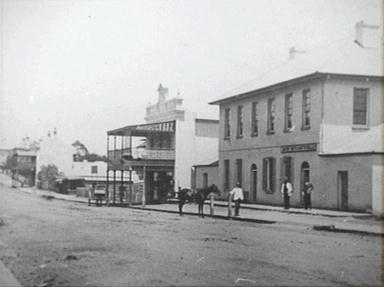
كوين ستريت - كامبلتاون 1893. الصورة مجاملة من مكتبة مدينة كامبلتاون.

- كنيسة القديس بطرس في إنجلترا، شارع كوردو
- ريتشموند فيلا، 12 شارع ليثجو
- تاون هول، 315 شارع كوين
- كامبلتاون كورت هاوس، كوين ستريت
- مركز شرطة كامبلتاون، شارع السكة الحديد
- مقابر ماثيو هيلي وجيمس روس، مقبرة شوارع جورج وبروتون

## المواصلات
تقع كامبلتاون على الطرق الرئيسية وخطوط السكك الحديدية من سيدني إلى الجنوب الغربي. يربط طريق هيوم السريع بين كامبلتاون شمالًا وليفربول ومطار سيدني ومنطقة سيدني للأعمال المركزية سي بي دي، وجنوباً إلى جولبرن وكانبيرا.
تقع محطة سكة حديد كامبلتاون ومحطة سكة حديد ماكارثر على خط المطار والخط الجنوبي لشبكة قطارات سيدني. وكامبلتاون هي أيضًا المحطة الشمالية لمعظم خدمات النقل بين المدن في خط المرتفعات الجنوبية.
كامبلتاون مخدومة جيدًا بالحافلات. ويوفر باسابوت عددًا من الخدمات من محطة كامبلتاون إلى جميع الضواحي المحيطة بكامبلتاون وكذلك إلى كامدن. ويوفر انترلاين خدمة من كامبلتاون إلى جلينفيلد، وتوفر خطوط بيكتون للحافلات خدمة من كامبلتاون إلى بيكتون عبر كامدن.

## الصحة
مستشفى كامبلتاون هو جزء من منطقة جنوب غرب سيدني الصحية المحلية ويقع على الحافة الجنوبية للضاحية بالقرب من أمبارفال. يقع مستشفى كامبلتاون الخاص في مكان قريب، ويشكل المبنى المركزي مبنى متماسكًا ويتضمن مجمع غرف للاستشارات العامة والخاصة داخل دائرة نصف قطرها مناسب في بارك سنترال.
مستشفى كامبلتاون هو مستشفى العاصمة الرئيسي. وفيه قسم الطوارئ هو واحد من أكثر أقسام الطوارئ ازدحامًا في سيدني، وهو مجهز بـ 32 سريرًا وسيتوسع بشكل أكبر مع إعادة تطوير المستشفى. ويوجد بالمستشفى مجموعة واسعة من التخصصات الجراحية بما في ذلك الجراحة العامة (والتخصصات الفرعية لجراحة الثدي والغدد الصماء وجراحة القولون والمستقيم) وجراحة العظام وجراحة الأنف والأذن والحنجرة وطب العيون (جراحة العيون) ، إلخ. ويتم تقديم خدمات سرطان الثدي وأمراض الغدة الدرقية والغدة جارات الدرقية، فضلاً عن سرطانات القولون والمستقيم بشكل جيد من قبل المستشفى، حيث يدير الجراحون كميات كبيرة من هذه الأمراض في مستشفيات كامبلتاون العامة والخاصة. كما أن مركز علاج السرطان ماكارثر، هو منشأة مخصصة تقدم العلاج الإشعاعي والعلاج الكيميائي ورعاية السرطان متعددة التخصصات للسكان المحليين.
تبلغ سعة سرير المستشفى حاليًا 340 سريرًا خلال أوقات الذروة، ومع إضافة مخططة لـ 90 سريرًا مع إعادة التطوير الحالية (المرحلة 1)، وبذلك تصل إلى 430 سريرًا بحلول نهاية عام 2015. ومبنى المستشفى الجديد الذي يحتوي على 90 سريرًا إضافيًا على وشك الانتهاء مع التخطيط للمرحلة الرئيسية التالية من إعادة التطوير الجارية بالفعل (المرحلة 2). ويحتوي على وحدة العناية المركزة المجهزة تجهيزًا جيدًا (ICU) ووحدة التبعية العالية (HDU) مع القدرة على دعم المرضى الذين يعانون من التهوية والمرضى المصابين بأمراض خطيرة. يتم دعم المستشفى جيدًا من قبل قسم الأشعة مع خدمات تشمل الموجات فوق الصوتية والأشعة المقطعية بالإضافة إلى أحدث ماسح التصوير بالرنين المغناطيسي.

## التعليم
يوجد في جامعة سيدني الغربية (الاسم القديم جامعة ويسترن سيدني) حرم كامبلتاون ويقع في طريق ناريلان. تم تأسيسها من 1983 باعتبارها الحرم الجامعي الثاني لمعهد ماكارثر (Macarthur) للتعليم العالي، والذي اندمج مع جامعة ولاية واشنطن WSU في عام 1989.
يوجد عدد من المدارس المحلية منها:
- مدرسة كامبلتاون للفنون المسرحية الثانوية
- كلية بروتون أنجليكان
- مدرسة كامبلتاون العامة
- مدرسة كامبلتاون الشرقية العامة
- مدرسة كامبلتاون الشمالية العامة
- كلية سانت باتريك كامبلتاون
- مدرسة جون ثيري الكاثوليكية الثانوية
- القديس يوحنا الإنجيلي الكاثوليكي الابتدائية
- مدرسة القديس بطرس الأنجليكانية الابتدائية
- مدرسة روبرت تاونسون الثانوية
- كلية جبل الكرمل الكاثوليكية
- مدرسة روبرت تاونسون العامة
- مدرسة كيرنز العامة
- مدرسة بليرماونت العامة
- مدرسة كلايمور العامة
- مدرسة إيجلفيل الثانوية
- مدرسة لئوميه الرسمية
- ثانوية لئومة
- مدرسة روزميدو العامة
- مدرسة أمبارفال الثانوية
- مدرسة سارة ريدفيرن الثانوية
- مدرسة سارة ريدفيرن العامة
- مدرسة مينتو العامة
- مدرسة جرانج العامة
- مدرسة كامبلفيلد العامة
- كلية الفيصل
- مدرسة سانت بيتر الأنجليكانية الابتدائية (كامبلتاون)
- مدرسة Airds الثانوية
- مدرسة وودلاند رود العامة

يوجد في الضواحي المحيطة عدد من المدارس الأخرى المرتبطة بكامبلتاون مثل كلية بروتون أنجليكان، ومدرسة ماونت كارميل الثانوية (فارروفيل)، ومدرسة توماس ريدال الثانوية (أمبارفال)، ومدرسة أمبارفال الثانوية (روزيميدو)، ومينانجل بارك، وكلية سانت جريجوري، كامبلتاون التي تقع في ضاحية جريجوري هيلز.

## الإسكان
المنطقة السكنية بها مزيج من المساكن العامة والخاصة. تنتشر المجمعات السكنية العامة في جميع أنحاء المنطقة والمناطق المجاورة.

## تعداد السكان
وفقًا لتعداد السكان لعام 2016، كان هناك 12566 شخصًا في ضاحية كامبلتاون، و157،006 من السكان في منطقة الحكومة المحلية لكامبلتاون. في ضاحية كامبلتاون:
- يشكل السكان الأصليون وسكان جزر مضيق توريس 4.5 ٪ من السكان.
- 62.4٪ من الناس ولدوا في أستراليا. كما كانت أكثر دول الولادة شيوعًا هي إنجلترا 3.4٪ ونيوزيلندا 3.2٪ والفلبين 2.4٪ والهند 2.1٪ وسريلانكا 1.2٪.
- 75.4٪ من الناس يتحدثون الإنجليزية فقط في المنزل. وشملت اللغات الأخرى المستخدمة في المنزل العربية 2.9٪، الساموية 1.8٪، الماندرين 1.4٪، التاغالوغ 1.4٪ والإسبانية 1.3٪.
- كانت الاستجابات الأكثر شيوعًا للدين هي الكاثوليكية 25.2٪، بلا دين 20.8٪، والأنجليكانية 15.8٪.

### سكان بارزون
- مارك بينسكين - قائد قوات الدفاع الأسترالية (2014-2018)
- نيكول كاليستو - (ولدت في واشنطن، وتعيش في كامبلتاون[33]) دراج دراجات بي أم أكس التي مثلت أستراليا في أولمبياد 2008
- تيم كامبل - ممثل سابق في المنزل وبعيد ، مضيف / مقدم برامج[34]
- مايكل بليشا (مواليد 1961) - مدير إعلامي دولي حائز على جائزة ولد في كامبلتاون[35][36]
- بولا دينير، سفاح قاتلة متسلسلة
- برونوين إيجلز - رياضي أولمبي أسترالي
- ناثان فولي - عضو سابق في High 5
- جاريد هاين - دوري الرجبي الأسترالي واتحاد الرجبي ولاعب كرة القدم.[37]
- بريت هودجسون (مواليد 1978) - كابتن نمور الغرب (Wests Tigers) السابق، والمدرب الحالي لفريق طائر عقعق الضواحي الغربية نيو ساوث ويلز (Western Suburbs Magpies NSW Cup side).
- ريان هوفمان - لاعب كرة قدم في دوري الرجبي الأسترالي.[38]
- مارك هانت - مقاتل من فنون القتال المختلطة النيوزيلندية.
- كريسنان إينو - لاعب كرة قدم في دوري الرجبي النيوزيلندي.[37]
- إمسي كيرسير - مغني الراب الأسترالي.
- جوزيف ليري (1830-1881) - محامٍ أسترالي سابق وسياسي وعضو في مجلس النواب.[39]
- بيتر فيتزالان ماكدونالد (1830-1919) - راعٍ ورجل أعمال وسياسي أسترالي.[40]
- جون مارسدن (1942-2006) - محامٍ رفيع المستوى
- جيم بايبر (مواليد 1981) - سباح سباحة صدر أسترالي
- بروس كويك - لاعب مطلق النار في الألعاب الأولمبية
- كيت ريتشي (مواليد 1978) - الممثلة الأسترالية والفائزة بجائزة لوجي الذهب
- جيمس روس (1759-1837) - مستوطن ومزارع مبكر
- إيفون ستراهوفسكي - نجمة المسلسل التلفزيوني الأمريكي تشاك وحكاية الخادمة
- جاي ويتفورد - وصل إلى نهائيات X Factor وفنان تسجيل موسيقى سوني أستراليا
- ليزا ويلكنسون (مواليد 1959) - شاركت في استضافة المشروع (The Project) على شبكة تن
- ويليام هاردي ويلسون (1881–1955) - مهندس معماري وفنان ومؤلف ، ولد في كامبلتاون[41]
- ألانا كينيدي (مواليد 1995) - ماتيلداس ولاعبة في سيدني إف سي

## الحضارة

### الفنون

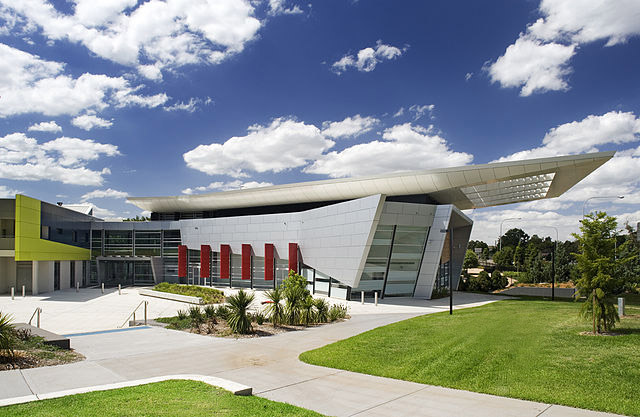
مركز كامبلتاون للفنون

يقع مركز كامبلتاون للفنون جنوب وسط المدينة الرئيسي مباشرةً، ويتميز بمساحة للأداء تتسع لـ 180 مقعدًا ومعارض ومساحات عمل. والخارج عبارة عن حديقة منحوتة وحدائق يابانية ومقهى كانت هدية من مدينة كوشيجايا الشقيقة لكامبلتاون في اليابان.

### مهرجان شبح فيشر
مهرجان أشباح فيشر هو مهرجان سنوي يقام تقديراً لفريدريك فيشر، المحكوم المتحرر الذي يمتلك أراضي زراعية في كامبلتاون. إذ تقول الأسطورة أن فيشر ظهر للرجل المحلي جون فارلي باعتباره شبحًا، بعد أن قتله جورج وورال صديقه وجاره، بسبب نزاع على الأرض. يقام موكب سنوي عبر شارع كوين ستريت الرئيسي في كامبلتاون كل شهر نوفمبر، ويقام كرنفال يشمل جولات في أرض المعارض وغيرها من وسائل الترفيه في برادبري البيضاوي، وهو ملعب رياضي محلي. وعلى مدار أسبوعين يتم إجراء العديد من الأنشطة، بما في ذلك لعبة الجري فيشرز جوست الممتعة (Fisher's Ghost Fun Run) وجائزة فيشرز جوست للفن (Fisher's Ghost Art) وحفلة الشارع التي كانت تُعرف سابقًا باسم ماردي غرا (Mardi Gras).

### وسائل الإعلام
كامبلتاون هي موطن لإثنتين من محطات الراديو المحلية: 2MCR وC91.3FM. وصحيفتان محليتان هما: المعلن كامبلتاون ماكارثر (Campbelltown-Macarthur Advertiser) وماكارثر كرونيكل (Macarthur Chronicle).

### الرياضة والاستجمام

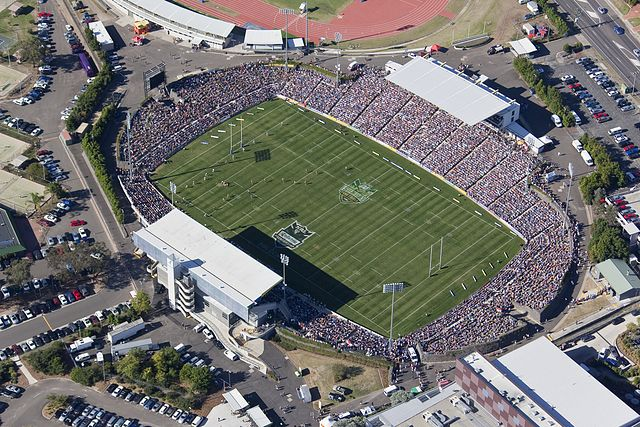
ملعب كامبلتاون الرياضي من الأعلى.

تشتهر كامبلتاون بثقافتها الرياضية القوية. وهذا يشمل دوري الرجبي والكريكيت وألعاب القوى وكرة القدم وكرة القدم الأسترالية. وقد أنتجت كامبلتاون العديد من الرياضيين المحترفين الذين مثلوا أستراليا على المستوى الأولمبي. فريقها الرياضي الرائد هو النمور الغربية (Wests Tigers) الذين يلعبون في مسابقة دوري الرجبي الوطني. إن فريق النمور الغربية هو عبارة عن اندماج بين إثنين من الأندية التأسيسية لدوري الرجبي في نيو ساوث ويلز القديم، وهما العقعق من الضواحي الغربية (Western Suburbs Magpies) ونمور بالمين (Balmain Tigers). وعلى هذا النحو يلعبون بعض مبارياتهم على أرضهم في ملعب كامبلتاون في لئمة (Leumeah) المجاورة وآخرون في ليخاردت البيضاوي (Leichhardt Oval) في وسط غرب سيدني. لا يزال فريق طائر العقعق موجودًا كفريق مستقل في منافسة الطبقة الدنيا، كأس نيو ساوث ويلز، ويلعبون المباريات على ملعب كامبلتاون.
وسيلعب نادي ماكارثر Macarthur FC موسمه الأول في الدوري الأسترالي في أواخر عام 2020، بعد أن حصلوا على ترخيص تحت اسم "Macarthur South-West Sydney" في ديسمبر 2018 كجزء من توسع الدوري. وسيلعب النادي مبارياته على أرضه في ملعب كامبلتاون.
مستأجر آخر في ملعب كامبلتاون هو فريق كرة القدم مكارثر رامز والذي يلعب في مسابقة الدوري الممتاز في نيو ساوث ويلز. ويتم تمثيل كامبلتاون في مسابقة درجة سيدني للكريكيت بواسطة أشباح كامبلتاون-كامدن الذين يلعبون ألعابهم المنزلية في رابي (Raby). وفي الدوري الممتاز في سيدني AFL، من قبل كامبلتاون بلوز الذين يلعبون مبارياتهم على أرضهم في ماكواري فيلدز. تلعب رابطة منطقة كامبلتاون نت بول، ومقرها مينتو في القسم الثالث من جامعة الولاية Netball NSW State League.